# Битва при Акоста-Нью
Би́тва при Ако́сто-Нью або Битва при Кампо-Гранде (ісп. Batalla de Acosta Ñu, порт. Batalha de Campo Grande) — битва війни Потрійного Альянсу, коли 16 серпня 1869 року, 20-тисячна армія Потрійного Альянсу атакувала й розгромила парагвайські сили чисельністю близько 6 тис. солдатів, багато з яких були дітьми.

## Передумови
У середиі 1869 року основні сили парагвайської армії були розбиті, а столиця країни Асунсьйон окупована військами Альянсу. Парагвайський диктатор Франсиско Солано Лопес, відмовився здатися і втік, присягаючись продовжувати боротьбу до кінця. Бразильський командувач Луїс Алвіс ді Ліма і Силва, герцог Кашіас, запропонував припинити бойові дії та вважати війну закінченою, але бразильський імператор Педру II відмовився зупинити кампанію поки Солано Лопес не буде захоплений. З приводу поганого стану здоров'я, герцог Кашіас пішов у відставку, і був замінений зятем імператора, Луїсом Філіпе Гастаном ді Орлеанс, графом д'Е. Під його командуванням бразильська армія продовжувала кампанію в Парагваї до смерті Солано Лопеса в 1870 році.
У той час, коли майже все доросле чоловіче населення Парагваю було знищене або захоплене у полон, Солано Лопес почав призивати у армію дітей та старих, намагаючись продовжувати боротьбу з Альянсом. Деякі діти, щоб приховати свій вік, боролися з підробленими бородами.

## Хід битви
Головні сили Альянсу під командуванням графа д'Е 15 серпня 1869 року взяли Каакупе, де на їх думку приховувався Солано Лопес, але він встиг втекти з міста кількома днями раніше. Щоб блокувати відступ парагвайської армії до Каратугаї, граф д'Е відправив кавалерійський загін, для блокування проходу Кампо-Гранде. Загін був пізніше підкріплений 2-м корпусом бразильської армії та аргентинськими солдатами під командуванням полковника Луїса Марії Кампоса.
Солдати Альянсу зустріли ар'єргард парагвайських сил в Кампо-Гранде 16 серпня. Битва почалася в 8:30 ранку, в ній узяли участь близько 6 000 парагвайських солдат під командуванням генерала Бернардіно Кабальєро проти 20 000 бразильських і аргентинських солдат. Кампо-Гранде (порт, ісп. Campo Grande — «велике поле») — обширна рівнина розміром близько 12 км², ідеальна для бразильської кінноти. Проте кіннота була в ар'єргарді, і наступ почався піхотою Альянсу.
Битва йшла протягом восьми годин, невелике число парагвайців здійснювали божевільний опір наступаючим солдатам Альянсу. Після перших ударів, солдати генерала Кабальєро відступили на інший берег річки Жакері, де вони мали вісім гармат і обози. При відступі вони підпалили траву, щоб приховати свій маневр димом.
Союзницька піхота здійснила першу спробу перетнути річку, але була відбита. Після цього граф д'Е наказав артилерії відкрити вогонь, який викликав величезні втрати на парагвайській стороні. На той час бразильська кіннота остаточно досягла поля бою, і змогла перетнути річку та зробити руйнівний наступ на парагвайські позиції. Солдати генерала Кабальєро захищалися, використовуючи класичні пізотні укріплення з багнетами, але несли величезні втрати.
Коли підійшла союзницька піхота, вона захопила всі вісім гармат і парагвайські позиції. Зрештою 2000 Парагвайців були вбиті і 1200 захоплені у полон. Сили Альянсу втратили 26 солдат вбитими і 259 пораненими. Генерал Кабальєро втік разом з частиною своїх солдатів.

## Значення
Битва при Акоста-Нью/Кампо-Гранде була останньою великою битвою війни, яка завершилася кількома місяцями пізніше із смертю Солано Лопеса. Битва зображається на знаменитій картині Педру Америку «Битва при Кампо-Гранде» (La batalha de Campo Grande) і в відомій книзі «Спогади про війну та подорожі» (Recordações de Guerra e de Viagem) знаменитого бразильського письменника Віконта де Таунай, який узяв участь в битві.
Генерал Кабальєро пізніше здався, і подібно до інших полонених парагвайських офіцерів, був привезений до Ріо-де-Жанейро, де жив протягом кількох років у родовому будинку. Він пізніше залишив Бразилію і повернувся по Парагваю, де у період 1880—1886 років займав посаду президента країни. Мануел Деодору да Фонсека, командувач одного з бразильських піхотних батальйонів, пізніше став першим президентом Бразилії (1889—1891).
У Парагваї день битви, 16 серпня, відзначається як День Дитини. Це національне свято, при якому пригадується Війна Потрійного Альянсу і її руйнівні наслідки.